# Mazda Activehicle
Le Mazda Activehicle est un concept car du constructeur automobile Japonais Mazda, présenté en 1999.
Son design est celui d'un SUV tout-terrain de loisir à quatre roues motrices,, il précède le concept Tribute Hayate et préfigurent à eux deux le Mazda Tribute de première génération ainsi que le Ford Escape.

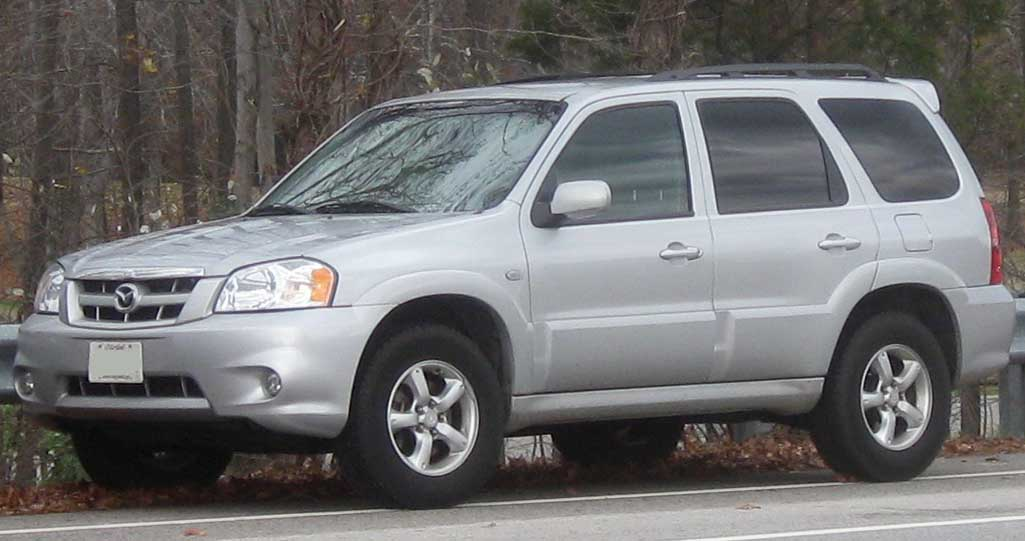
Le Mazda Tribute de série inspiré par les concepts Activehicle et Tribute Hayate.

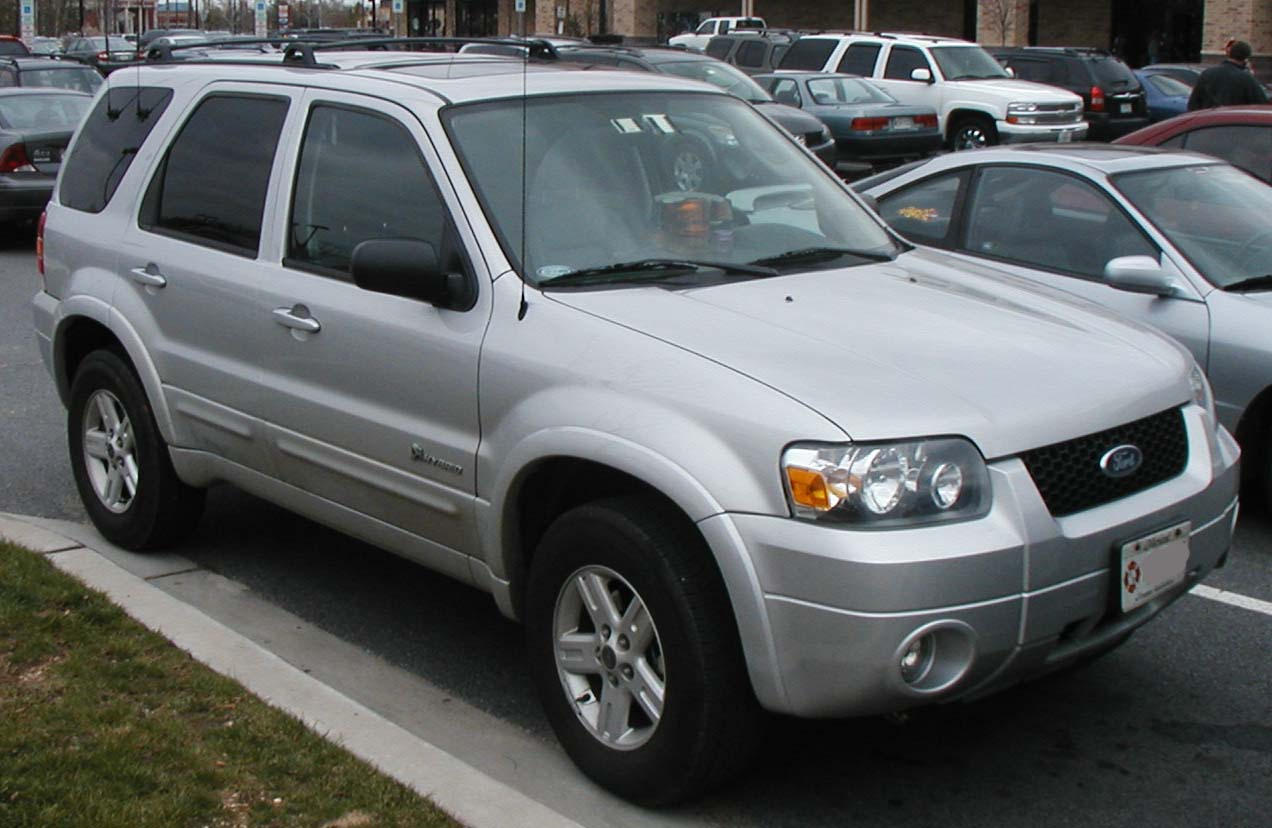
Le Ford Escape, jumeau du Mazda Tribute